# 中华人民共和国外国人永久居留身份证
中华人民共和国外国人永久居留身份证（英語：People's Republic of China Foreign Permanent Resident ID Card）简称五星卡或永居证，俗称中国绿卡，是获得在中华人民共和国永久居留资格的外国人在中国境内居留的合法身份证件。

## 历史

### 改革开放初期
1986年，《中华人民共和国外国人入境出境管理法》（1986年2月1日起施行；2013年7月1日废止）第十四条规定：“依照中国法律在中国投资或者同中国的企业、事业单位进行经济、科学技术、文化合作以及其他需要在中国长期居留的外国人，经中国政府主管机关批准，可以获得长期居留或者永久居留资格。”《中华人民共和国外国人入境出境管理法实施细则》（1986年12月3日国务院批准，1986年12月27日公安部、外交部发布；1994年7月13日国务院批准修订。）

### 2004年版永居证

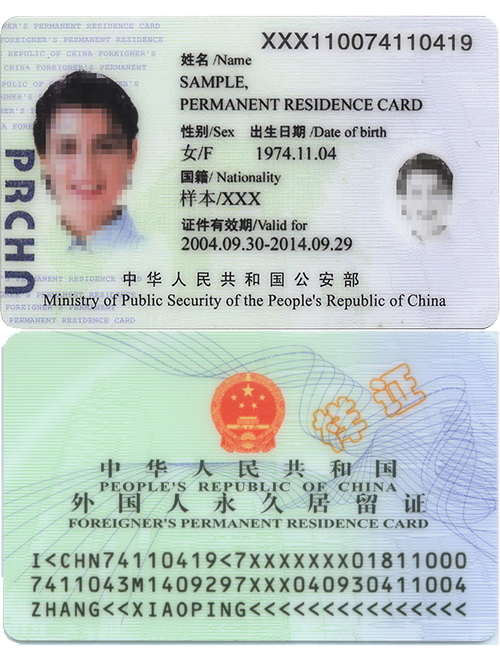
2004年版《外国人永久居留证》证件样本 (Note: 2004年版永居证正面登载信息：
- 证件名称
- 中华人民共和国 People's Republic of China
- 外国人永久居留证 Foreigner's Permanent Residence Card
- Doc 9303三行卡式机读码
背面登载信息：
- 持证人照片
- 顶部右侧：15位证件号码
- 姓名/Name
- 拉丁字符书写的姓在第一行（如有名，则以逗号结尾）
- 拉丁字符书写的名在第二行
- 性别/Sex
- “男/M”或“女/F”
- 出生日期/Date of birth
- YYYY.MM.DD
- 国籍/Nationality
- 持证人国籍国中文名简称/ISO 3166-1三位国家代码
- 证件有效期/Valid for
- 20YY.MM.DD-20YY.MM.DD（有效期一般十年）
- 签发机关
- 中华人民共和国公安部
- Ministry of Public Security of the People's Republic of China)

2004年，中华人民共和国政府出台《外国人在中国永久居留审批管理办法》，首次实施永久居留证制度。该《办法》于2003年12月13日由国务院批准，于2004年8月15日由公安部、外交部令第74号发布施行。该《办法》规定了外国人在中国永久居留的资格条件、申请材料、审批程序、审批权限、取消资格等。据此，中华人民共和国开始发放《中华人民共和国外国人永久居留证》（俗称中国“绿卡”）
《办法》第二条规定，“外国人在中国永久居留是指外国人在中国居留期限不受限制。”第三条规定，“《外国人永久居留证》是获得在中国永久居留资格的外国人在中国境内居留的合法身份证件，可以单独使用。”第四条规定，“获得在中国永久居留资格的外国人，凭有效护照和《外国人永久居留证》出入中国国境。”2010年4月24日根据《国务院关于修改〈中华人民共和国外国人入境出境管理法实施细则〉的决定》修订）第十八条规定：“外国人居留证有效期可签发1年至5年，由市、县公安局根据外国人居留的事由确定。对符合《外国人入境出境管理法》第十四条规定的外国人，公安机关可以发给1年至5年长期居留资格的证件；有显著成效的可以发给永久居留资格的证件。”
2004版中华人民共和国外国人永久居留证采用15位证件号码。具体组合的方式如下：
| C          | A          | N          | 1                | 1                | 0                | 0                | Y          | Y          | M          | M          | D          | D          | 8      | X      |
| 国籍国代码 | 国籍国代码 | 国籍国代码 | 首次受理机关代码 | 首次受理机关代码 | 首次受理机关代码 | 首次受理机关代码 | 出生日期码 | 出生日期码 | 出生日期码 | 出生日期码 | 出生日期码 | 出生日期码 | 顺序码 | 校验码 |

2014年9月30日，中国国务院总理李克强表示，今后外国人在中国拿永居证将会更加容易，这将会对来华开展教学研究、投资兴业更加便捷。
2016年1月12日，中国公安部在其网站发布支持北京创新发展的20项出入境政策措施，其中包括外籍华人具有博士研究生及以上学历或在中关村企业连续工作满4年，每年在中国境内实际居住累计不少于6个月，可直接申请在华永久居留。
2016年12月9日起正式实施上海科创中心建设出入境政策“新十条”，将在吸引海外人才创新创业，外籍人才安居乐业等方面提供更多的便利。

### 2017年版永居证
2017年4月17日，公安部印发经中央全面深化改革领导小组第三十二次会议审议通过的《外国人永久居留证件便利化改革方案》。该《方案》明确了外国人永久居留证件改革措施，其中包括，拟将“外国人永久居留证”更名为“外国人永久居留身份证”，强化身份认证功能；同时拟对外国人永久居留证进行重新设计，参照第二代居民身份证优化证件设计，统一技术标准，在证件中嵌入芯片存储证件签发管理信息，实现第二代居民身份证阅读机具识别核验。另外，对铁路、民航、保险、宾馆、银行等相关信息系统改造，实现永久居留外国人信息部门间共享。此外，公安部门也会开展有针对性的宣传，提高“外国人永久居留身份证”的知晓度。
2017年6月16日，公安部于即日起对经批准取得在华永久居留资格的外国人签发《中華人民共和國外國人永久居留身份證》，同时停止《外国人永久居留证》的签发工作。新版证件的证件号码继续使用2004年版编码规则，但在名称中額外添加「身份」兩字；同时，新版证件的辨識度更高，其參照第二代居民身份證標準設計製作，內嵌非接觸式電路晶片，可以使用第二代居民身份證閱讀機讀取。自6月1日起，持有效外国人永久居留证的人士可以向原受理机关或居住地的设区市公安机关提出换发新版证件申请。新版中国永居证启用后，仍然有效的现行外国人永久居留证可以继续使用，持证人也可以申请换发新版证件。
2020年2月27日，司法部就《外国人永久居留管理条例》公开征求意见。此条例征求意见稿公布后，随即引发民间近乎一边倒的反对，最终该意见被撤回。
2022年8月11日，国家移民管理局規定具有博士学位的外籍华人，提交相关材料後可以申请在华永久居留。

### 2023年版五星卡
2023年9月15日，国家移民管理局在新闻发布会宣布，于12月1日起正式签发启用新版中华人民共和国外国人永久居留身份证。新版中国永居证上体现了许多中国元素。有参与研发升级的专家表示，可称呼新版永居证为“五星卡”，体现中国特色，辨识度较高，便于国内外民众称呼。
2023年12月1日，新版中华人民共和国外国人永久居留身份证开始签发，首日共有50名取得在华永久居留资格的外国人领取到首批“五星卡”。

## 式样
由于2023年版证件背面的防伪设计参考了五星红旗中五颗星的样式，故而得名“五星卡”。

### 登载信息

#### 正面
- 证件名称
  - 中华人民共和国 People's Republic of China
  - 外国人永久居留身份证 Foreign Permanent Resident ID Card
- 证件说明
  - 本证是持证人在中国境内居留的身份证件，可以在办理金融、教育、医疗、交通、住宿、通信、工作、税收和社会保险、财产登记、诉讼等事务时单独使用。
- 签发机关
  - 中华人民共和国国家移民管理局签发
  - Issued by National Immigration Administration,PRC

#### 背面
- 持证人照片
- 姓名/Name
  - 拉丁字符书写的姓在前
  - 拉丁字符书写的名在后，姓与名之间用“,”分隔
  - 如有中文姓名，列在第二行
- 性别/Sex
  - “男/M”或“女/F”
- 出生日期/Date of Birth
  - YYYY.MM.DD
- 国籍/Nationality
  - 持证人国籍国中文名简称/ISO 3166-1三位国家代码
- 有效期限/Period of Validity
  - 20YY.MM.DD-20YY.MM.DD（有效期一般十年）
- 证件号码/ID No.（18位）

### 编码规则
2023版中华人民共和国外国人永久居留身份证采用18位证件号码，和公民身份号码相仿但不完全相同，具体组合的方式如下：
| 9      | 1                               | 1                               | 1          | 2          | 4          | Y          | Y          | Y          | Y          | M          | M          | D          | D          | 8      | 8      | 8      | X      |
| 标识码 | 申领地代码 （省级行政区划代码） | 申领地代码 （省级行政区划代码） | 国籍国代码 | 国籍国代码 | 国籍国代码 | 出生日期码 | 出生日期码 | 出生日期码 | 出生日期码 | 出生日期码 | 出生日期码 | 出生日期码 | 出生日期码 | 顺序码 | 顺序码 | 顺序码 | 校验码 |

- 首位数字“9”为外国人标识码；
- 第2-3位代表证件的申领地（省级行政区划代码）
- 第4-6位代表持证人的国籍国（ISO 3166-1数字代码）
- 其余部分与公民身份号码相同。

例如有一名女性，国籍国加拿大（对应國家地區代碼为124），出生于1981年8月3日（对应出生日期码为19810803），在北京申请此证件（对应申领地省级行政区划代码为11），申请时的顺序码为002，则校验码为4，完整的公民身份号码为911124198108030024。

## 申领

### 证件申请
该《办法》第六条规定：
申请在中国永久居留的外国人应当遵守中国法律，身体健康，无犯罪记录，并符合下列条件之一：
- （一）在中国直接投资、连续三年投资情况稳定且纳税记录良好的；
- （二）在中国担任副总经理、副厂长等职务以上或者具有副教授、副研究员等副高级职称以上以及享受同等待遇，已连续任职满四年、四年内在中国居留累计不少于三年且纳税记录良好的；
- （三）对中国有重大、突出贡献以及国家特别需要的；
- （四）本款第一项、第二项、第三项所指人员的配偶及其未满18周岁的未婚子女；
- （五）中国公民或者在中国获得永久居留资格的外国人的配偶，婚姻关系存续满五年、已在中国连续居留满五年、每年在中国居留不少于九个月且有稳定生活保障和住所的；
- （六）未满18周岁未婚子女投靠父母的；
- （七）在境外无直系亲属，投靠境内直系亲属，且年满60周岁、已在中国连续居留满五年、每年在中国居留不少于九个月并有稳定生活保障和住所的。

本条所指年限均指申请之日前连续的年限。

### 有效期
对于《中华人民共和国外国人永久居留证》的签发，该《办法》第十九条规定：“被批准在中国永久居留的外国人，由公安部签发《外国人永久居留证》；申请人在境外的，由公安部发给《外国人永久居留身份确认表》，申请人持《外国人永久居留身份确认表》到中国驻外使、领馆办理定居签证（D签证），入境后30日以内向受理其申请的公安机关领取《外国人永久居留证》。”
该《办法》第二十条规定：“被批准在中国永久居留的外国人，每年在中国累计居留不得少于三个月。确因实际需要每年不能在中国累计居留满三个月的，需经长期居留地省、自治区、直辖市公安厅、局批准，但五年内在中国累计居留不得少于一年。”
该《办法》第二十一条规定：“《外国人永久居留证》的有效期为五年或者十年。被批准在中国永久居留的未满十八周岁的外国人，发给有效期为五年的《外国人永久居留证》；被批准在中国永久居留的十八周岁以上的外国人， 发给有效期为十年的《外国人永久居留证》。”
根据2004年报道，“外国人来中国分为短期居留、长期居留和永久居留。”2003年在中国长期居留的外国人已经达到23万。此次新推出的《中华人民共和国外国人永久居留证》，是1949年以来中华人民共和国在外国人入境及居留方面的重要改革。

### 签发量
截至2014年5月23日，仅有1,306名海外高层次人才引进计划引进的外籍人才及其家属以及各部委和省级人民政府推荐的高层次人获得了中国永居证，而自2004年至2013年，獲得中國永居证的總人數仅為7,356人。有专家指中国永居证门槛太高。相比之下，美国绿卡发行量是中国的832倍。